# UFC 112
UFC 112: Invincible  è stato un evento di arti marziali miste tenuto dalla Ultimate Fighting Championship il 10 aprile 2010 alla du Arena sull'isola Yas di Abu Dhabi, Emirati Arabi Uniti.

## Background
È stato il primo evento UFC tenutosi in una location all'aperto, nonché il primo evento UFC tenutosi negli Emirati Arabi Uniti ed in Medio Oriente.
L'incontro principale per il titolo dei Pesi Medi UFC doveva essere tra il campione in carica Anderson Silva e Vítor Belfort, ma quest'ultimo ha dovuto dare forfait per un infortunio capitato durante un allenamento;
il primo rimpiazzo doveva essere Chael Sonnen, ma anch'egli era infortunato a causa della precedente sfida contro Nate Marquardt; lo sfidante divenne quindi Demian Maia.

## Risultati

### Card preliminare
- Incontro categoria Pesi Massimi:  Jon Madsen contro  Mostapha Al Turk

Madsen sconfisse Al Turk per decisione unanime (29-28, 29-28, 29-28).
- Incontro categoria Pesi Leggeri:  Paul Kelly contro  Matt Veach

Kelly sconfisse Veach per sottomissione (strangolamento a ghigliottina) a 3:14 del secondo round.
- Incontro categoria Pesi Welter:  DaMarques Johnson contro  Brad Blackburn

Johnson sconfisse Blackburn per KO Tecnico (calcio al corpo e pugni) a 2:08 del terzo round.
- Incontro categoria Pesi Welter:  Nick Osipczak contro  Rick Story

Story sconfisse Osipczak per decisione non unanime (29–28, 28–29, 29–28).
- Incontro categoria Pesi Mediomassimi:  Alexander Gustafsson contro  Phil Davis

Davis sconfisse Gustafsson per sottomissione (anaconda choke) a 4:55 del primo round.

### Card principale
- Incontro categoria Pesi Medi:  Kendall Grove contro  Mark Muñoz

Muñoz sconfisse Grove per KO Tecnico (pugni) a 2:50 del secondo round.
- Incontro categoria Pesi Leggeri:  Terry Etim contro  Rafael dos Anjos

dos Anjos sconfisse Etim per sottomissione (armbar) a 4:30 del secondo round.
- Incontro categoria Pesi Welter:  Matt Hughes contro  Renzo Gracie

Hughes sconfisse Gracie per KO Tecnico (pugni) a 4:40 del terzo round.
- Incontro per il titolo dei Pesi Leggeri:  B.J. Penn (c) contro  Frankie Edgar

Edgar sconfisse Penn per decisione unanime (50–45, 48–47, 49–46) e diventa campione dei Pesi Leggeri UFC.
- Incontro per il titolo dei Pesi Medi:  Anderson Silva (c) contro  Demian Maia

Silva sconfisse Maia per decisione unanime (50–45, 50–45, 49–46) e difende il titolo dei Pesi Medi UFC.

## Premi
Ai vincitori sono stati assegnati 75.000$ per i seguenti premi:
- Fight of the Night:  Kendall Grove contro  Mark Muñoz
- Knockout of the Night:  DaMarques Johnson
- Submission of the Night:  Rafael dos Anjos